# Csombor
A Csombor régi magyar személynévből származó férfinév. A személynév eredete homályos, talán kapcsolatban van a csombor növénynévvel.

## Gyakorisága
Az 1990-es években szórványos név, a 2000-es években nem szerepel a 100 leggyakoribb férfinév között.

## Névnapok
- január 1.[2]
- április 9.[2]

## Híres Csomborok
- Szepsi Csombor Márton református lelkész, az első magyar nyelvű európai útleírás szerzője.